# Morto e spacciato
Morto e spacciato è il nono romanzo del Ciclo di Sookie Stackhouse scritta da Charlaine Harris. A questo libro è seguita la pubblicazione di Morto in famiglia, decimo ma non ancora conclusivo volume.

## Trama
Sookie Stakhouse è ancora una volta nei guai quando il suo misterioso bisnonno si presenta a lei con l'intenzione di conoscerla e far finalmente parte della sua vita. Essendo un importante uomo d'affari nella dimensione parallela degli esseri fatati, ha parecchi nemici che utilizzerebbero qualsiasi mezzo per farlo fuori. Quando il perfido antagonista del bisnonno scopre che questi ha una parente decide di farla rapire e torturare, nel tentativo di far capitolare il bisnonno e costringerlo a chiudere per sempre il portale per il passaggio dal mondo fatato a quello degli umani.
Nel frattempo Eric, l'affascinante vampiro sceriffo dell'area cinque che comprende la cittadina di Bon Temps e Shereveport finisce per recuperare la memoria sugli avvenimenti svoltisi nel quarto capitolo della saga, quando si ritrova a casa di Sookie colpito dalla maledizione di una potente strega. Con i ricordi delle notti di passione trascorse con Sookie giunge la consapevolezza del sentimento che li lega e il desiderio di conquistarla. 
Dopo il rapimento e la prolungata tortura Sookie viene soccorsa da Bill, il suo ex amante, che rimane gravemente ferito a causa di una pugnalata con lama d'argento. 
Dopo una lunga e sanguinosa battaglia tra esseri fatati e vampiri alleati con gli umani (durante la quale rimane uccisa la fata madrina di Sookie - Claudine) il portale viene chiuso, intrappolando il bisnonno di Sookie per sempre nel regno delle fate e il fratello di Claudine per sempre nel mondo degli umani.